# 川井苏木
川井苏木是中华人民共和国内蒙古自治区巴彦淖尔市乌拉特中旗下辖的一个苏木。
2012年1月20日，内蒙古自治区人民政府批复同意撤销川井镇，设置川井苏木，川井苏木辖阿木斯尔、巴音河、宝日汉图、白同、哈拉图、沙布格、巴音胡都格、沙如拉塔拉8个嘎查。

## 行政区划
川井苏木下辖以下村级行政区划单位：
阿木斯尔、巴音河、宝日汉图、白同、哈拉图、沙布格、巴音胡都格、沙如拉塔拉8个嘎查。